# Williams FW26
Williams FW26 — гоночный автомобиль команды Williams, участвовавший в Чемпионате мира Формулы-1 сезона 2004 года.

## История
Команда сохранила всех основных инженеров, боевых пилотов и моторы BMW. После довольно успешного прошлого года с новым сезоном связывались большие надежды. В новом болиде был опробован радикально новый аэродинамический пакет. Он подразумевал  преобразование в передней части для увеличения потока воздуха к нижней части автомобиля. Была специально разработана новая передняя подвеска двухкилевого принципа. Такое решение придумали конструкторы Sauber, позже, помимо Williams, внедрили в  McLaren и Jordan. За необычный вид FW26 прозвали "Моржом". Новый двигатель BMW P84 был построен на основе предшественника с учётом необходимых по регламенту изменений. Теперь один двигатель должен был пройти один уик-энд, поэтому его ресурс увеличивался. Однако это преобразование практически не сказалось на габаритах мотора и позволяло продолжать повышать производительность мотора.
Хуан Пабло Монтойя показывал отличные результаты на предсезонных тестах. Колумбиец считался одним из фаворитов предстоящего чемпионата. Но на деле оказалось, что Williams FW26 уступает не только доминирующей Ferrari F2004, но и Renault R24 с BAR 006. Особенно заметным был провал в середине сезона: Монтойя постоянно финишировал лишь в нижней половине очковой зоны, а Шумахер попал в жесткую аварию в Индианаполисе и пропустил несколько этапов. Подменявшие его тест-пилоты Марк Жене и Антонио Пиццония не смогли выступить достойно, хотя бразилец смог набрать несколько очков. По команде сильно ударила дисквалификация в Гран-при Канады. Пилоты финишировали вторым и пятым, но были исключены из протоколов, так как тормоза не соответствовали техническому регламенту.
Ближе к концу сезона, на Гран-при Венгрии, появилась версия с традиционным решением носовой части. Это придало команде и пилотам импульс, поэтому результаты выросли. Монтойя смог выиграть в Бразилии после плотной борьбы с Райкконеном, а вернувшийся Шумахер завоевал подиум на Сузуке.
Несмотря на это, Williams занял только 4 место в Кубке Конструкторов, что являлось худшим результатом с 1999 года. По окончании сезона оба пилота ушли из команды. Но более важным являлся уход Патрика Хэда с поста технического директора. Этот пост Хэд занимал с 1977 года, с момента создания команды. Новым техническим директором стал Сэм Майкл.

## Результаты гонок
| Год  | Команда             | Двигатель       | Шины | Пилоты     | АВС | МАЛ  | БАХ | САН | ИСП  | МОН | ЕВР  | КАН | США  | ФРА | ВЕЛ | ГЕР | ВЕН | БЕЛ  | ИТА | КИТ  | ЯПО | БРА | Место | Очки |
| ---- | ------------------- | --------------- | ---- | ---------- | --- | ---- | --- | --- | ---- | --- | ---- | --- | ---- | --- | --- | --- | --- | ---- | --- | ---- | --- | --- | ----- | ---- |
| 2004 | BMW WilliamsF1 Team | BMW P84 3,0 V10 | M    | Монтойя    | 5   | 2    | 13  | 3   | Сход | 4   | 8    | ДСК | ДСК  | 8   | 5   | 5   | 4   | Сход | 5   | 5    | 7   | 1   | 4     | 88   |
| 2004 | BMW WilliamsF1 Team | BMW P84 3,0 V10 | M    | Р. Шумахер | 4   | Сход | 7   | 7   | 6    | 10  | Сход | ДСК | Сход | Т   | Т   | Т   | Т   | Т    | Т   | Сход | 2   | 5   | 4     | 88   |
| 2004 | BMW WilliamsF1 Team | BMW P84 3,0 V10 | M    | Жене       |     |      |     |     |      |     |      |     |      | 10  | 12  |     |     |      |     |      |     |     | 4     | 88   |
| 2004 | BMW WilliamsF1 Team | BMW P84 3,0 V10 | M    | Пиццония   |     |      |     |     |      |     |      |     |      |     |     | 7   | 7   | Сход | 7   |      |     |     | 4     | 88   |

| Легенда к таблице |                                                                    |
| --- | ------------------------------------------------------------------ |
| В таблице перечислены результаты всех Гран-при Формулы-1, в которых использовался автомобиль. Строками таблицы являются сезоны, столбцами — этапы чемпионата мира. В каждой клетке указаны сокращённое название этапа и результат, дополнительно обозначенный цветом. Расшифровка обозначений и цветов представлена в нижеследующей таблице. |                                                                    |
| \| Пример \| Описание \| \| ------------ \| ------------------------------------------------------------------ \| \| 1 \| Победитель \| \| 2 \| Второе место \| \| 3 \| Третье место \| \| 5 \| Финишировал, заработав очки \| \| Сход \| Не финишировал, но при этом заработал очки \| \| 12 \| Финишировал, не получив очков \| \| НКЛ \| Финишировал, но не попал в финальную классификацию \| \| 15 \| Участвовал вне зачёта, либо по отдельной классификации \| \| 18 \| Не финишировал, но попал в финальную классификацию \| \| Сход \| Не финишировал \| \| НКВ \| Не прошёл квалификацию \| \| НПКВ \| Не прошёл предквалификацию \| \| ДСК \| Дисквалифицирован \| \| ИСК \| Исключён из протокола соревнований \| \| ТТ \| Заявлен для участия только в тренировках \| \| НС \| Участвовал в квалификации, но не стартовал в гонке \| \| Т \| Травмирован или болен \| \| ОТК \| Отказ от участия \| \| НТР \| Прибыл на соревнования, но на трассу не выезжал \| \| НПР \| Был заявлен в числе участников, но не прибыл к началу соревнований \| \| О \| Соревнования отменены \| \| \| Не участвовал \| \| Поул-позиция \| \| \| Быстрый круг \| \| |                                                                    |
| Пример | Описание                                                           |
| 1 | Победитель                                                         |
| 2 | Второе место                                                       |
| 3 | Третье место                                                       |
| 5 | Финишировал, заработав очки                                        |
| Сход | Не финишировал, но при этом заработал очки                         |
| 12 | Финишировал, не получив очков                                      |
| НКЛ | Финишировал, но не попал в финальную классификацию                 |
| 15 | Участвовал вне зачёта, либо по отдельной классификации             |
| 18 | Не финишировал, но попал в финальную классификацию                 |
| Сход | Не финишировал                                                     |
| НКВ | Не прошёл квалификацию                                             |
| НПКВ | Не прошёл предквалификацию                                         |
| ДСК | Дисквалифицирован                                                  |
| ИСК | Исключён из протокола соревнований                                 |
| ТТ | Заявлен для участия только в тренировках                           |
| НС | Участвовал в квалификации, но не стартовал в гонке                 |
| Т | Травмирован или болен                                              |
| ОТК | Отказ от участия                                                   |
| НТР | Прибыл на соревнования, но на трассу не выезжал                    |
| НПР | Был заявлен в числе участников, но не прибыл к началу соревнований |
| О | Соревнования отменены                                              |
| | Не участвовал                                                      |
| Поул-позиция |                                                                    |
| Быстрый круг |                                                                    |